# Francesca da Rimini e Paolo Malatesta appaiono a Dante e Virgilio
Francesca da Rimini e Paolo Malatesta appaiono a Dante e Virgilio è il nome di sei dipinti del pittore olandese Ary Scheffer, realizzati tra il 1822 ed il 1855 tutti in olio su tela. I quadri mostrano una scena dell'Inferno, la prima cantica della Divina Commedia, in cui Dante e Virgilio osservano gli amanti assassinati Francesca da Rimini e Paolo Malatesta nella II bolgia, condannati in quanto lussuriosi.
Il critico Leon Rosenthal ha definito le opere come il migliore lavoro di Scheffer.

## Contesto
china' il viso, e tanto il tenni basso/
fin che 'l poeta mi disse: «Che pense?»/.
Quando rispuosi, cominciai: «Oh lasso/
quanti dolci pensier, quanto disio/
menò costoro al doloroso passo!».»
Nella prima cantica della Divina Commedia, l'Inferno, Dante e Virgilio incontrano Francesca e il suo amante Paolo nel secondo cerchio, riservato ai lussuriosi. Dante, che aveva appreso la storia dal fratello di lei Bernardino, identifica gli amanti chiamandoli per nome, che sono costretti a fermarsi brevemente davanti a lui, e parla con Francesca che racconta i dettagli della sua vita e la sua morte tra le lacrime, mentre Paolo tace tutto il tempo. Guido da Polenta, padre di Francesca, l'aveva costretta a sposare nel 1275 lo zoppo Giovanni Malatesta per motivi politici, ma lei si innamorò del fratello del marito, Paolo. I due portarono avanti una storia d'amore per circa dieci anni; ma quando Giovanni li sorprese a baciarsi, intenti a leggere la storia d'amore tra Ginevra e Lancillotto, li uccise con la sua spada. Ciò viene evidenziato nel dipinto a causa di una ferita sul petto di Paolo e sulla schiena di Francesca dovuta alla pugnalata.
La coppia è intrappolata in un eterno vortice, condannata ad essere per sempre spazzata nell'aria allo stesso modo in cui si è lasciata travolgere dalle proprie passioni. Così la dannazione dei due colpisce così tanto il poeta che questi sviene per pietà (o forse perché era consapevole di essere egli stesso un lussurioso, come evidenziato da diversi studi). La vicenda, raffigurata durante la loro vita o al seguito di Dante, divenne un soggetto molto popolare nell'arte del XIX secolo.

## Versioni

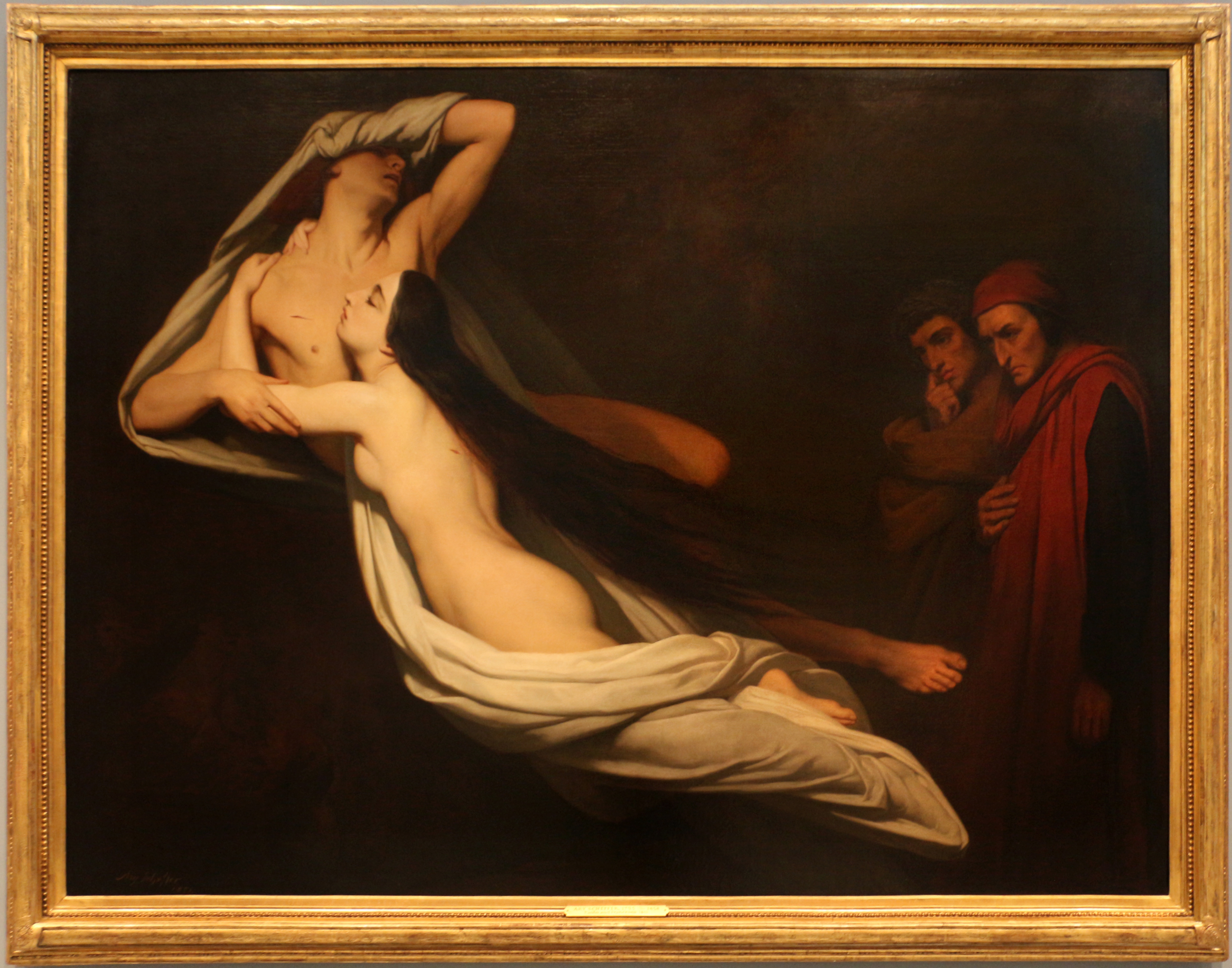
Pittsburgh, 1851
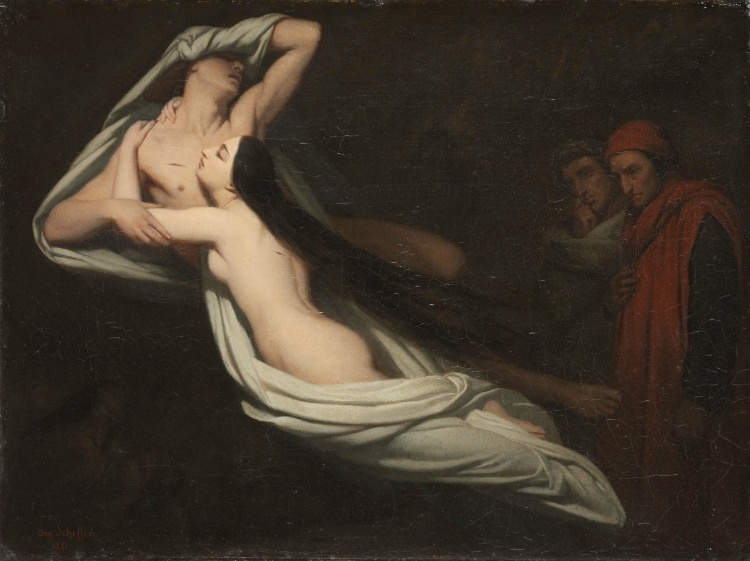
Cleveland, 1851
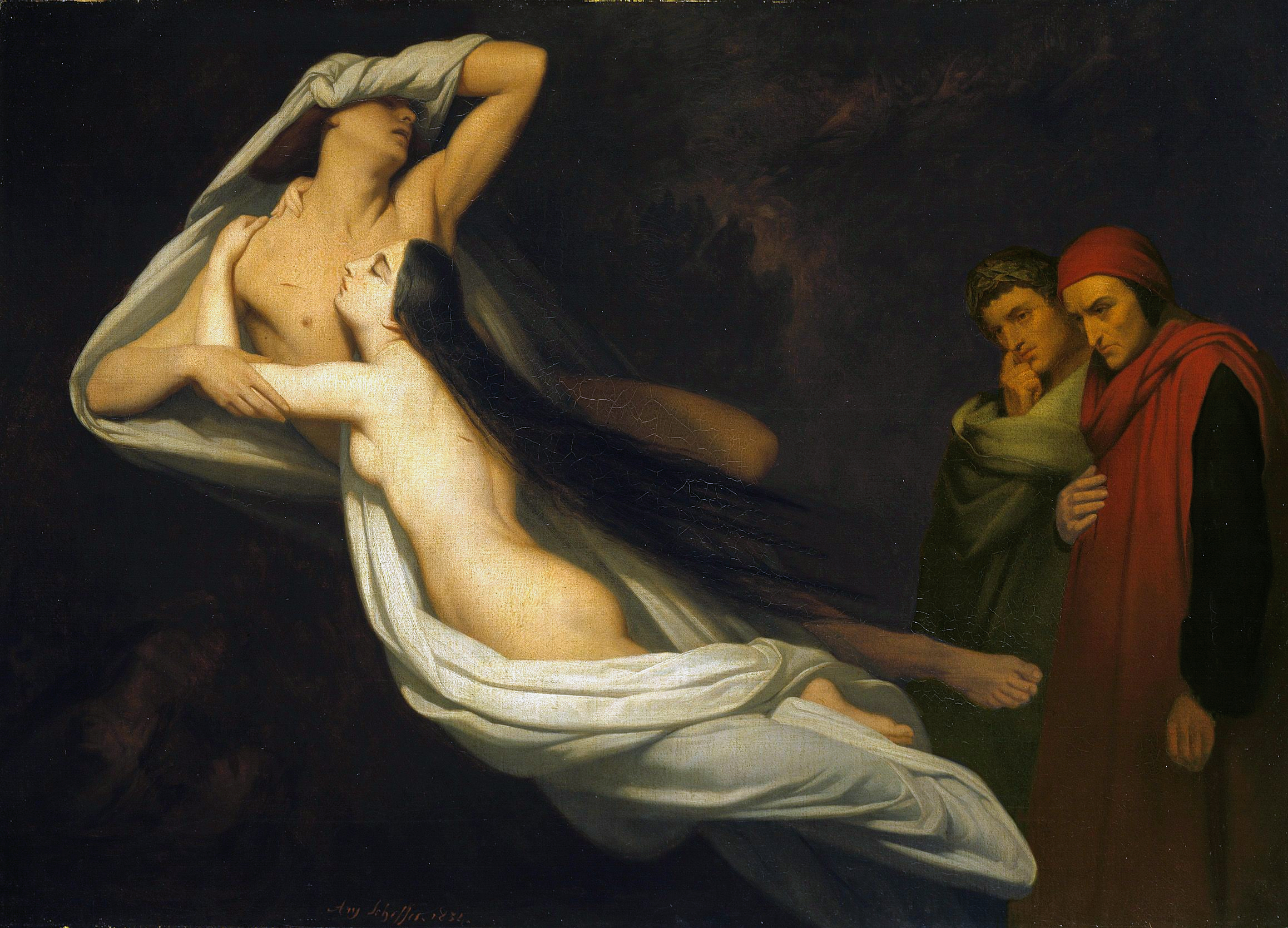
Amburgo, 1854
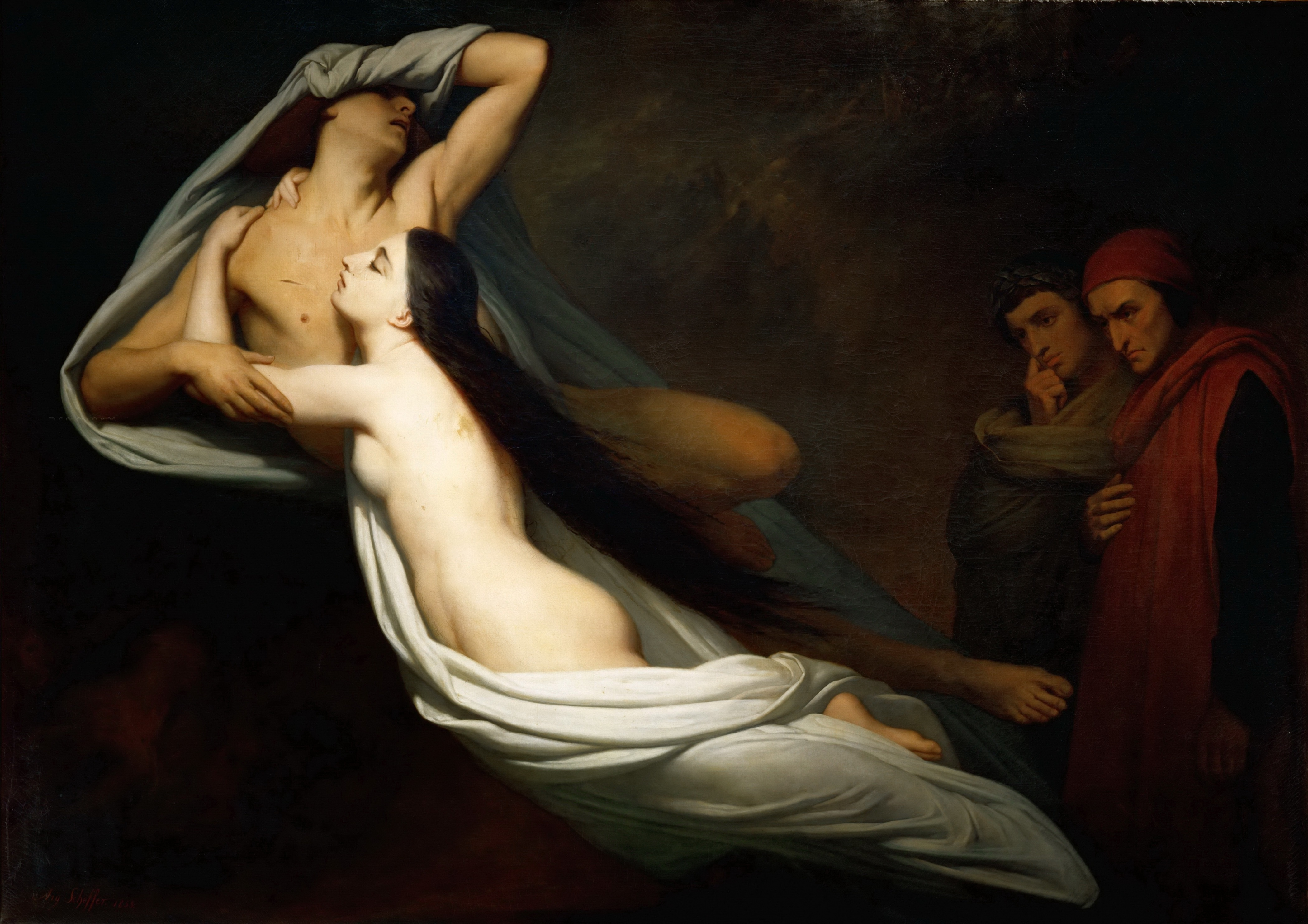
Museo del Louvre, 1855

### Versione inglese
Come nel caso di molti altri artisti, ad esempio William Powell Frith o Guido Reni, Scheffer prese l'abitudine di dipingere più versioni dei suoi quadri celebri, comunemente considerati le prime produzioni, mentre avanzando con gli anni le sue opere divennero di minor successo e il suo ruolo di pittore di corte fu perso dopo la rivoluzione francese del 1848. Questi espose per la prima volta un quadro di Paolo e Francesca al Salon di Parigi nel 1822.
Anche se ben accolto, fu oscurato da La barca di Dante, dipinto d'esordio del romantico Eugène Delacroix, che fu esposto nella stessa sala. La prima versione è stata dipinta nel 1835 e misura 166,5 per 234 centimetri. Considerata la migliore versione di Scheffer del soggetto, fu acquistata nel 1835 da Ferdinando Filippo, duca di Orléans, ereditata nel 1842 dalla moglie Hélène, e venduta a Parigi nel gennaio 1853 a Anatoly Nikolaievich Demidov, facoltoso imprenditore russo e I° principe di San Donato. In questo periodo fu aggiunta una cornice riccamente decorata forse in oro, probabilmente disegnata da Félicie de Fauveau. Fu venduto di nuovo a Parigi nel febbraio 1870, acquistato da Richard Seymour-Conway, 4º marchese di Hertford, ed ereditato dal figlio illegittimo baronetto Sir Richard Wallace. L'opera si trova esposta oggi nella Wallace Collection di Londra.